# Tópaga

Localização de Topaga no departamento de Boyacá.

Topaga é um município no departamento de Boyacá, na Colômbia.